# Bécordel-Bécourt
Bécordel-Bécourt è un comune francese di 168 abitanti situato nel dipartimento della Somme nella regione dell'Alta Francia.

## Società

### Evoluzione demografica
Abitanti censiti